# NGC 6824
NGC 6824 (również PGC 63575 lub UGC 11470) – galaktyka spiralna (Sab), znajdująca się w gwiazdozbiorze Łabędzia. Odkrył ją William Herschel 16 września 1792 roku.